# Лита Кабељут
Лита Кабељут (Сарињена, 1961 Арагон) је шпанска мултидисциплинарна уметница која живи и ради у Хагу, Холандија. Кабељут ради на платнима великих размера користећи савремену варијацију фреско технике.

## Младост и утицаји
Рођена у селу у Арагону, Кабељут се као дете преселила у Барселону где је њена мајка водила јавну кућу. Остала је под старањем своје баке, али је већину дана проводила на улицама продајући "измишљене звезде". Када јој је бака умрла, Кабељут је отишла да живи у сиротишту. Са дванаест година Литу је усвојила каталонска породица. Током овог новог периода открила је Прадо музеј и постала инспирисана сликама Гоје, Веласкеза, Рибере и Рембранта. 
Лита Кабељут се преселила у Холандију са 19 година да би наставила студије на Академији Герит Ритвелд у Амстердаму, где је студирала између 1982. и 1984. године. Током ових година њен рад је био под утицајем холандских мајстора и развила је неке од уметничких техника које су постале њен препознатљив знак.

## Рад

### Ликовне технике
Радећи на великим платнима, шпанска уметница Лита Кабељут развила је савремену варијацију класичне технике фресака и препознатљив стил личне палете који потиче од њене опсесије да својим ликовима обезбеди кожу. Међутим, поред својих најпризнатијих радова и техника, Кабељут је мултидисциплинарна уметница чији радови обухватају и: цртеже на папиру, скулптуре, фотографију, сценографију, инсталације, поезију, визуелне песме и видео записе.

### Збирке
Рад Лите Кабељут је концептуално груписан у колекције или серије слика. Колекција „Фрида, црни бисер” (2010) одаје почаст мексичкој уметници Фриди Кало, у којој Кабелут приказује Фридин живот, укључујући и многа њена сопствена искуства. Ова серија инспирисала је Кабељут да креира „Коко, сведочанство црног и белог“ (2011), колекцију која ову модну икону приказује кроз 35 великих портрета. „Портрет људског знања“ (2012) наставља Литин претходни рад са портретима неких од најутицајнијих икона из последњих 150 година, укључујући Стравинског, Нурејева, Марију Кири, Били Холидеј, Федерика Гарсију Лорку, Рудолфа Штајнера и Зигмунда Фројда.
Са „Трилогијом сумње“, колекцијом састављеном од друштвено инспирисаних триптих слика о моћи, неправди и незнању, Кабељут је привукла пажњу и у својој родној Шпанији и у Холандији. Збирка портрета „Осушена суза” (2013) изражава Литину фасцинацију и дивљење према азијској култури. Њен серијал о златном добу Холандије под називом „Црна лала“ (2014) инспирисан је једним од најпознатијих националних симбола Холандије.
За своју најновију колекцију „Слепо огледало” (2015), Кабељут је истраживала културу и религију, фокусирајући се на неке од најутицајнијих религија које су познате човечанству.
Иновативна серија A Chronicle of the Infinite (2018) бави се ефектима времена и искуства на процес људске трансформације. Ова серија се углавном састоји од триптиха, а један од три је људски портрет; друго апстрактно дело; и, последњи комад, уништење фигуративног портрета.

## Изложбе
Од њене прве изложбе у Градској кући Ел Масноу, Барселона, 1978. године, Кабељутина дела су излагана широм света, укључујући Њујорк, Дубаи, Мајами, Сингапур, Хонг Конг, Барселону, Лондон, Париз, Венецију, Монако и Сеул.
Неке од њених самосталних музејских изложби укључују:
- 2020 - Црна лала, Museum de Zwarte Tulp, Лисе, Холандија
- 2019 - Победа тишине, Музеј Гоја, Сарагоса, Шпанија
- 2018 - Хроника бесконачног, Museum Jan van der Togt, Амстелвен, Холандија
- 2017 - Тестимонио, Museo de Arte Contemporáneo Gas Natural Fenosa, Коруња, Шпанија
- 2017 - Ретроспектива, Еспаис Воларт, Fundació Vila Casas, Барселона, Шпанија
- 2015 - Црна лала: Златно доба, CSMVS (формално Музеј принца од Велса), Бомбај, Индија
- 2015 - Црна лала: Златно доба, Lalit Kala A kademi, Њу Делхи, Индија
- 2015 - Слепо огледало, Hälsingland Museum, Худиксвал, Шведска.
- 2014 - Овде да останем, Kunststation Kleinsassen, Берлин, Немачка
- 2013 - Трилогија сумње, NoordBrabants Museum, Ден Бош, Холандија
- 2013 - Ла трилогиа де ла Дуда, Еспаи Воларт, Fundació Vila Casas, Барселона, Шпанија

## Награде и признања
- Лита је 8. априла 2011. године добила награду „Premio de Cultura Gitana de Pintura y Artes Plásticas“ (Награда за циганску културу за сликарство и пластику) од стране „Instituto de Cultura Gitana“ (Институт за културу Рома) као признање за рад урађен у корист културе ове групе било где у свету.[17]
- Магазин Artprice је 2015. године уметници доделио 333. позицију у „топ 500” најпознатијих савремених уметника света. Овим је Лита Кабељут препозната као најпознатија шпанска уметница.[18]
- У марту 2015, Лита је позвана да буде део жирија "Premios Figurativas por la Fundació Privada de les Arts i els Artistes, годишње уметничке награде посвећене промовисању фигуративне уметности.[19]
- У 2017, Кабељут је награђена наградом "IX Premio Time-Out Barcelona" за допринос промоцији града Барселоне кроз њену веома посећену ретроспективну изложбу у Fundació Vila Casas.[20]
- У 2018, Кабељут је добила награду "Fuera de serie’ de las Artes" у Мадриду.[21]
- У 2020, Кабељут је изабрана за уметника године 2021 у Холандији.[22]